# Hamid Oualich
Hamid Oualich (ur. 26 kwietnia 1988 w Warzazat w Maroku) – francuski lekkoatleta specjalizujący się w biegu na 800 metrów.
Na mistrzostwach Europy juniorów w 2007 był szósty, a dwa lata później odpadł już w eliminacjach podczas młodzieżowego czempionatu Starego Kontynentu. W 2010 uplasował się na ósmej lokacie mistrzostw Europy. Dotarł do półfinału podczas halowego czempionatu Starego Kontynentu w 2011. Medalista mistrzostw Francji oraz reprezentant kraju w drużynowym czempionacie Europy.
Rekordy życiowe: stadion – 1:45,91 (2 lipca 2012, Tomblaine); hala – 1:48,19 (8 lutego 2011, Liévin).

## Osiągnięcia
| Rok  | Impreza                                 | Miejsce   | Lokata     | Wynik   |
| ---- | --------------------------------------- | --------- | ---------- | ------- |
| 2007 | Mistrzostwa Europy juniorów             | Hengelo   | 6. miejsce | 1:49,97 |
| 2009 | Młodzieżowe mistrzostwa Europy          | Kowno     | eliminacje | 1:53,73 |
| 2010 | Superliga drużynowych mistrzostw Europy | Bergen    | 7. miejsce | 1:48,07 |
| 2010 | Mistrzostwa Europy                      | Barcelona | 8. miejsce | 1:49,77 |
| 2011 | Halowe mistrzostwa Europy               | Paryż     | półfinał   | 1:50,86 |
| 2012 | Mistrzostwa Europy                      | Helsinki  | półfinał   | 1:47,14 |